# نادي أفغان
نادي أفغان لكرة القدم (بالإنجليزية: Afghan Football Club Chaman)‏ ، هي نادي رياضي لكرة القدم في مدينة شامان الباكستانية ، أسست سنة 1960م، وتلعب لدوري الباكستاني الممتاز لكرة القدم.

## مضدر
1. ↑  "Pakistan - Foundation Dates of Clubs". مؤرشف من الأصل في 2019-05-02.